# فرامرز اصلانی
فرامرز اصلانی (۲۲ تیر ۱۳۲۴ – ۱ فروردین ۱۴۰۳) خواننده، ترانه‌سرا و آهنگساز ایرانی بود. او در رشته روزنامه‌نگاری در دانشگاه لندن تحصیل کرد و برای چند سال به لس آنجلس نقل مکان کرد. او در سال ۱۳۵۶ به ایران بازگشت و در روزنامه انگلیسی‌زبان تهران ژورنال به فعالیت پرداخت. اصلانی پس از آن وارد کار موسیقی شد و با آلبوم دلمشغولی‌ها به موفقیت رسید. او پس از انقلاب ۱۳۵۷ ایران را ترک کرد.

## زندگی و فعالیت‌ها
فرامرز اصلانی؛ ۲۲ تیر ۱۳۲۴ در تهران، خیابان پاستور زاده شد. خانواده او ۲ ماه پس از تولد او به خیابان فرهنگ واقع در محله امیریه کوچ کردند و فرامرز تا ۱۲ سالگی در آنجا زندگی کرد.

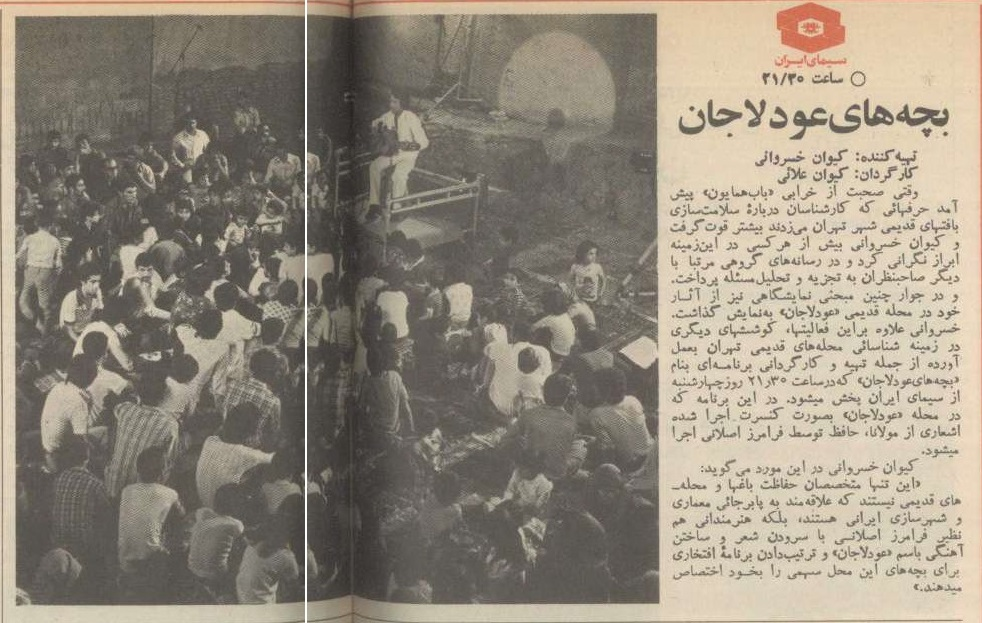
کنسرت اصلانی با نام بچه‌های عودلاجان در تاریخ ۲۸ تیر ۱۳۵۷ از سیمای ایران، منتشر شده در مجله تماشا

 پدر و مادر فرامرز اصلانی هر دو به موسیقی علاقه داشتند و خانه آن‌ها میزبان اهل هنر و موسیقی مانند پرویز یاحقی، برادران ملک، علی تجویدی، رحیم معینی کرمانشاهی، رهی معیری و غلامحسین بنان بود. پدر فرامرز اصلانی نوازنده تار و سه‌تار بود. او اعتقاد داشت که موسیقی باید تنها جایگاهی جانبی در زندگی داشته باشد و به محور اصلی زندگی تبدیل نشود. این موضوع باعث کشمکش بین فرامرز اصلانی و پدر او شد. همچنین باعث دور ماندن او از موسیقی تا پایان دوره نوجوانی بود.
فرامرز اصلانی پس از پایان دبیرستان به انگلستان رفت. او دانش‌آموختهٔ رشتهٔ روزنامه‌نگاری از دانشگاه لندن است. او ترانه‌ها و موسیقی‌اش را بیشتر خود می‌نوشت و آن را با سبک ویژه خودش با گیتار و آواز اجرا می‌کرد.
وی پس از پایان تحصیلات به روزنامه‌نگاری پرداخت و نوشته‌های بسیاری را به زبان‌های انگلیسی و فارسی منتشر کرد. سال ۱۹۷۲ از لندن به لس آنجلس رفت و چهارسال در آنجا بود. فرامرز اصلانی در سال ۱۹۷۵ به ایران بازگشت و فعالیت خود را در یکی از روزنامه‌های انگلیسی‌زبان به نام تهران ژورنال (Tehran Journal) وابسته به مؤسسه اطلاعات آغاز کرد.
او در شبی که مهمان پری زنگنه بود، ترانه آهوی وحشی را نواخت. این ترانه مورد توجه دیگر مهمان آن جمع قرار گرفت که رئیس کمپانی سی‌بی‌اس رکوردز اینترنشنال در تهران بود. این آشنایی به انتشار نخستین مجموعه آثار موسیقی فرامرز اصلانی با نام دلمشغولی‌ها انجامید که به سرعت توانست جزو پرفروش‌ترین آثار موسیقی در آن سال قرار گیرد.
فرامرز اصلانی پس از انقلاب ۱۳۵۷، به همراه خانواده‌اش ایران را ترک کرد و در انگلستان سکونت گزید و در آنجا به‌طور هم‌زمان فعالیت‌های رسانه‌ای و موسیقایی را پی گرفت. اصلانی در سال ۱۹۹۷ به لس آنجلس کوچ کرد. فرامرز اصلانی با هنرمندان دیگری مانند داریوش و بابک امینی همکاری کرده است.
هر دو دختر او به نام‌های فدرا و رکسانا نیز مانند پدر در زمینه موسیقی فعالیت می‌کنند. از مهم‌ترین آثار اصلانی که در ایران هم به شهرت فراوانی رسید آلبوم‌های دلمشغولی‌ها و روزهای ترانه و اندوه بودند.
آلبوم‌های فرامرز اصلانی در ایران اجازه پخش ندارند. اما برخی آهنگ‌های او از جمله آهوی وحشی با شعری از حافظ بارها از رادیوی جمهوری اسلامی ایران پخش شده است.
در سال ۱۳۹۷ گزیده‌ای از ترانه‌های اصلانی در قالب کتاب روزهای ترانه و اندوه: گزینهٔ ترانه‌های فرامرز اصلانی توسط نشر کوله‌پشتی منتشر شد.
وی در سال ۱۳۸۸ با انتشار ترانه ندا به یاد ندا آقاسلطان با مردم معترض ایران ابراز همدردی کرد.

## درگذشت
فرامرز اصلانی در اواسط اسفند ۱۴۰۲ در صفحه اینستاگرام خود از ابتلا به سرطان خبر داد. او در عصر ۱ فروردین ۱۴۰۳ در ۷۸ سالگی در بیمارستانی در شهر مریلند درگذشت. پیکر او بنا بر وصیت‌اش، سوزانده شد.

## آلبوم‌ها
- دلمشغولی‌ها (۱۹۷۷)
- به یاد حافظ (۱۹۷۸)
- روزهای ترانه و اندوه (۱۹۹۹)
- معشوق همین جاست: رومی (۲۰۰۲)
- خط سوم (۲۰۱۰)
- نیمه‌شب تا بامداد (۲۰۱۷)

### کتاب
- چهار شاعر یونانی، به همراه بیژن الهی در لندن (برگردان)[۵]